# .hk
.hk je internetová národní doména nejvyššího řádu pro Hongkong.

## Vyhrazené domény druhého řádu
- .com.hk: komerční použití
- .edu.hk: vzdělávací instituce
- .gov.hk: vláda
- .idv.hk: jednotlivci
- .net.hk:
- .org.hk: neziskové organizace

- .ust.hk: The Hong Kong University of Science and Technology,
- .hku.hk: The University of Hong Kong,
- .cuhk.hk: The Chinese University of Hong Kong (později změněno na .cuhk.edu.hk).